# Фалеран
Фалеран (фр. Fallerans) насеље је и општина у источној Француској у региону Франш-Конте, у департману Ду која припада префектури Безансон.
По подацима из 2011. године у општини је живело 253 становника, а густина насељености је износила 23,47 становника/km². Општина се простире на површини од 10,78 km². Налази се на средњој надморској висини од 600 метара (максималној 676 m, а минималној 565 m).

## Демографија
| 1962. | 1968. | 1975. | 1982. | 1990. | 1999. | 2011. |
| ----- | ----- | ----- | ----- | ----- | ----- | ----- |
| 176   | 196   | 176   | 193   | 197   | 222   | 253   |

График промене броја становника у току последњих година